# K2-58
K2-58, även känd som EPIC 206026904, är en ensam stjärna belägen i den mellersta delen av stjärnbilden Vattumannen. Den har en skenbar magnitud av ca 12,13 (G) och kräver ett kraftfullt teleskop för att kunna observeras. Baserat på parallax enligt Gaia Early Data Release 3 på ca 5,49 mas beräknas den befinna sig på ett avstånd av ca 594 ljusår (ca 182 parsec)från solen. Den rör sig bort från solen med en heliocentrisk radialhastighet av ca 6,5 km/s. Stjärnan ligger i ett område där en hypotetisk observatör i K2-58-systemet kan se Venus passera solen.

## Egenskaper
K2-58 är en metallrik orange till gul stjärna i huvudserien av  spektralklass K2. Den har en massa av ca 0,86 solmassa, en radie av ca 0,80 solradie och har en effektiv temperatur av ca 5 000 K. Stjärnan har motsvarande 155 procent av solens överskott av element som är tyngre än helium.

## Planetsystem
Planetsystemet har tre bekräftade exoplaneter, med beteckningarna K2-58 b, K2-58 c och K2-58 d, 
upptäckta 2016.
| Planet | Massa | Halv storaxel (AE) | Siderisk omloppstid (d) | Excentricitet | Inklination       | Radie   |
| ------ | ----- | ------------------ | ----------------------- | ------------- | ----------------- | ------- |
| c      | -     | 0,0350             | 2,53726                 | -             | 86,1+2,8−7,3°     | 1,62 R🜨 |
| b      | -     | 0,0692             | 7,05254                 | -             | 88,9 +0,8−1,6°    | 2,68 R🜨 |
| d      | -     | 0,1517             | 22,8827                 | -             | 89,43 +0,41−0,81° | 1,71 R🜨 |